# Gratis-bier-motie
De term gratis-bier-motie is een populaire beschrijving van een parlementaire motie zonder financiële dekking. Een bekend voorbeeld hiervan is een in 2023 ingediende motie door Caroline van der Plas en Pieter Omtzigt om het minimumloon te verhogen, zonder dat duidelijk werd gemaakt hoe dit door de Staat betaald zou moeten worden. Er heerst een parlementair stigma op het indienen van dit soort moties, omdat dit wordt beschouwd als een voorstel "voor de bühne", zonder dat deze daadwerkelijk door het kabinet kan worden uitgevoerd, gezien de ontbrekende dekking. Zo werd Kamerlid Van der Plas in de plenaire zaal uitgelachen bij het indienen van een motie zonder dekking.

## Oorsprong
De bedenker van de term 'gratis bier' is journalist Joost van Kuppeveld. Het betekent 'kwistig strooien met geld'. Sinds de introductie van de term wordt deze regelmatig door politici en media gebruikt.